# Цу (княжество)
Княжество Цу (яп. 津藩 Цу-хан) — феодальное княжество (хан) в Японии периода Эдо (1608—1871). Цу-хан располагался в провинции Исэ (современная префектура Миэ) на острове Хонсю.

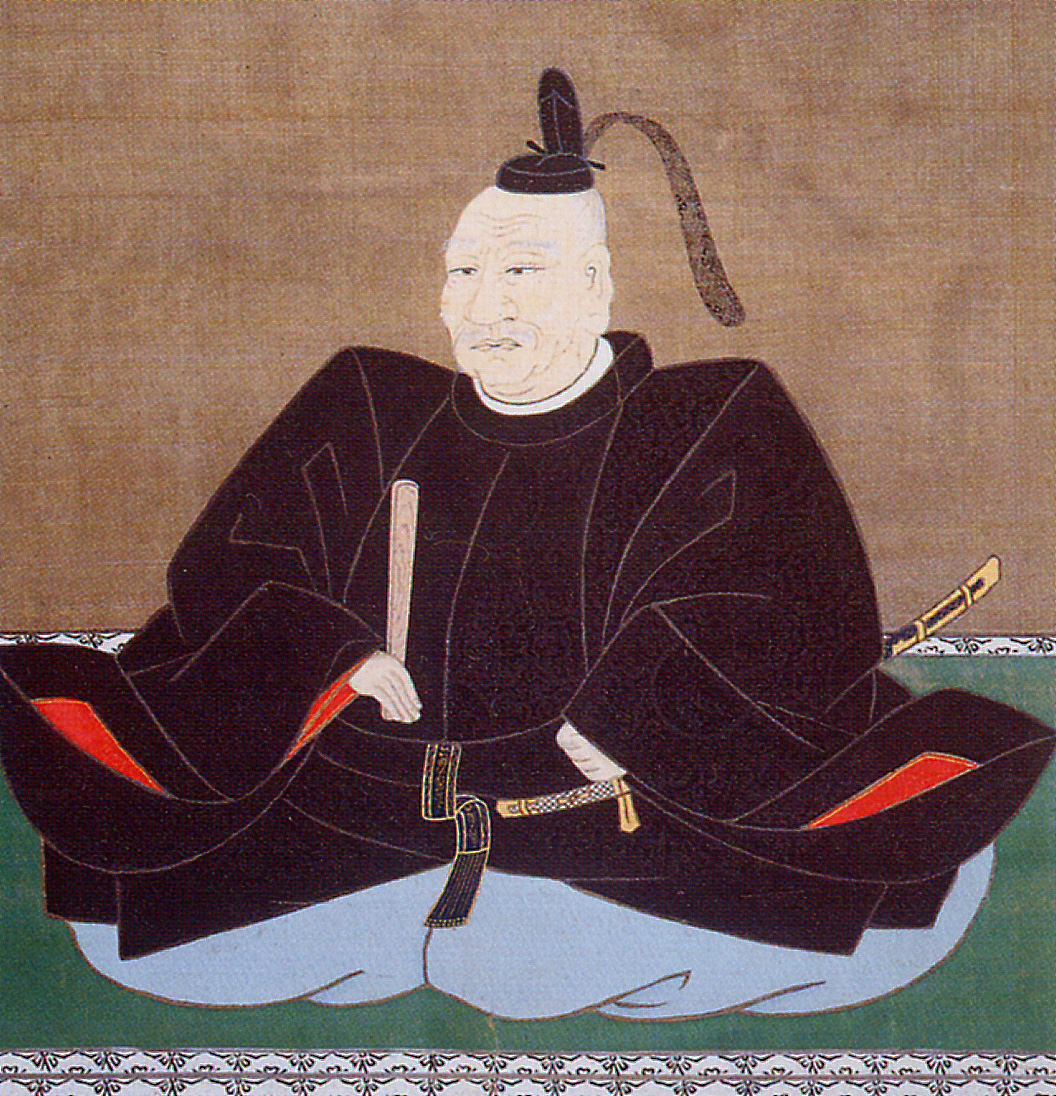
Тодо Такатора (1556—1630), 1-й даймё Цу-хана (1608—1630)

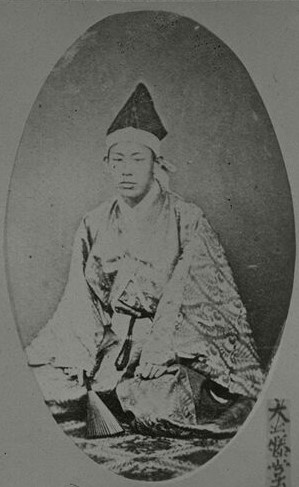
Тодо Такакиё (1837—1889), последний (12-й) даймё Цу-хана (1871)

Дочернее княжество — Хисаи-хан (яп. 久居藩).
Административный центр хана: Замок Цу (яп. 津城) в провинции Исэ (современный город Цу в префектуре Миэ).
Доход хана:
- 1608—1871 годы: 220 000-> 323 000-> 279 500 коку риса

## История
Основателем Цу-хана был Тодо Такатора (1556—1630), который происходил из асигару (пехотинцев). Тодо Такатора служил семи сюзеренам и при Токугава Иэясу дослужился до титула даймё. Первоначально ему принадлежал домен Увадзима в провинции Иё (70 000 коку). В битве при Сэкигахаре в 1600 году Тодо Такатора перешел на сторону Токугава Иэясу, который пожаловал ему во владение Имабари-хан в провинции Иё (200 00 коку). В 1608 году Тодо Такатора был переведен из Имабари в Цу-хан в провинции Исэ. Его потомки управляли княжеством вплоть до Реставрации Мэйдзи.
В 1868 году княжество Цу перешло на сторону коалиции Сацума-Тёсю (Союз Саттё), что привело к победе коалиции над армией сёгуната в битве при Тоба-Фусими. Не считая домены кланов Токугава и Мацудайра, Цу-хан был девятым княжеством в Японии по количестве кокудары (коку риса).

## Список даймё
| Род Тодо (тодзама-даймё) 1608—1871 |                                           |           |                                                                              |
| 1                                  | Тодо Такатора (1556—1630) (яп. 藤堂 高虎) | 1608—1630 | Сын Тодо Торатаки (1516—1599)                                                |
| 2                                  | Тодо Такацугу (1602—1676) (яп. 藤堂 高次) | 1630—1669 | Сын Нивы Нагахидэ (1535—1585), приёмный сын Тодо Такаторы                    |
| 3                                  | Тодо Такахиса (1638—1703) (яп. 藤堂高久)  | 1669—1703 | Старший сын предыдущего                                                      |
| 4                                  | Тодо Такатика (1667—1708) (яп. 藤堂高睦)  | 1703—1708 | Младший брат предыдущего                                                     |
| 5                                  | Тодо Такатоси (1693—1728) (яп. 藤堂高敏)  | 1708-1728 | Третий сын Тодо Такамити (1644—1697), даймё Хисаи-хана (1669—1697)           |
| 6                                  | Тодо Такахару (1710—1735) (яп. 藤堂高治)  | 1728—1735 | Сын Тодо Такааки (1645—1711)                                                 |
| 7                                  | Тодо Такааки (1717—1785) (яп. 藤堂高朗)   | 1735—1769 | Сын Тодо Такатакэ, внук Тодо Такааки (1645—1711), приёмный сын Тодо Такахару |
| 8                                  | Тодо Таканага (1751—1770) (яп. 藤堂高悠)  | 1769—1770 | Сын предыдущего                                                              |
| 9                                  | Тодо Такасато (1746—1806) (яп. 藤堂高嶷)  | 1770—1806 | Сын хатамото Тодо Такахоро                                                   |
| 10                                 | Тодо Такасава (1781—1825) (яп. 藤堂高兌)  | 1806—1824 | Сын предыдущего                                                              |
| 11                                 | Тодо Такаюки (1813—1895) (яп. 藤堂 高猷)  | 1825—1871 | Сын предыдущего                                                              |
| 12                                 | Тодо Тадакиё (1837—1889) (яп. 藤堂高潔)   | 1871—1871 | старший сын Тодо Тадаюки                                                     |